# Sangyō-Universität Kyōto

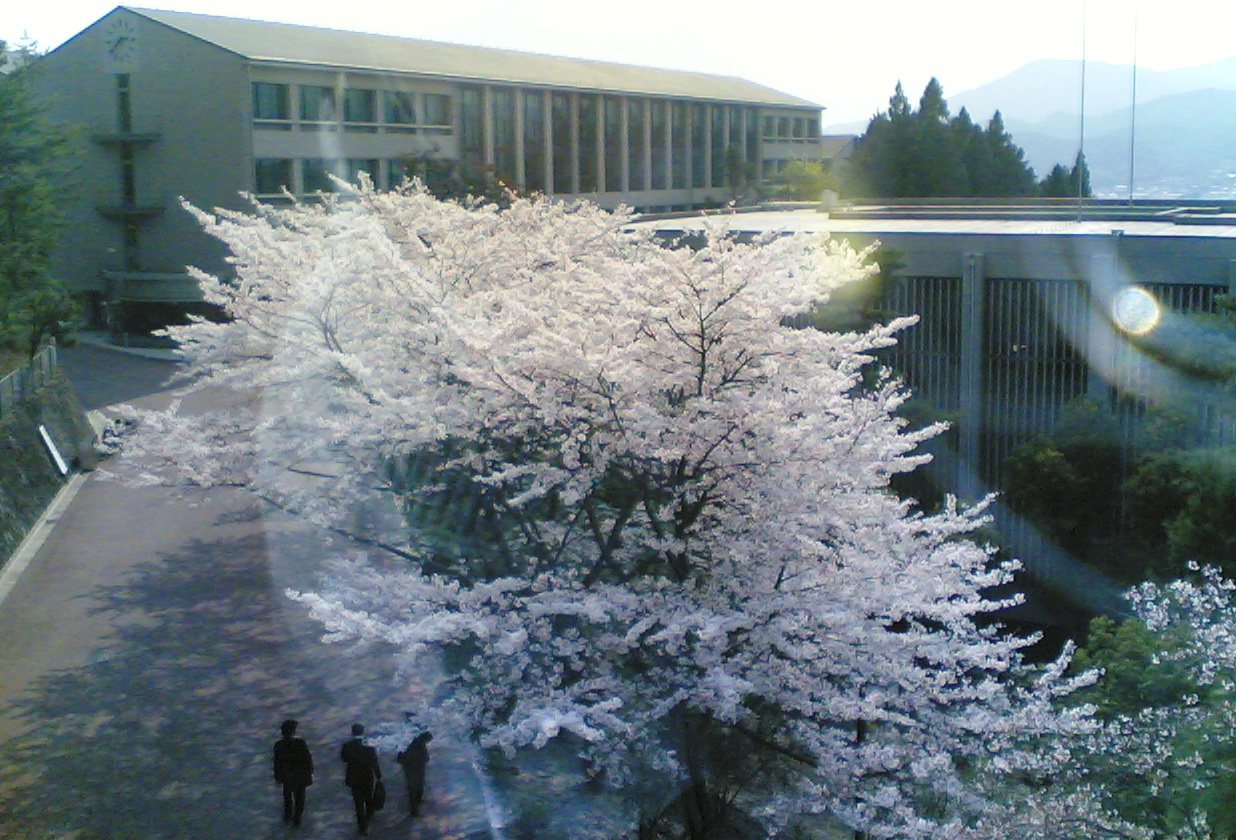
Sangyō-Universität Kyōto

Die Sangyō-Universität Kyōto (jap. 京都産業大学, Kyōto sangyō daigaku, dt. „Industrielle Universität Kyōto“, kurz: Sandai (産大), Kyōsan (京産) oder Kyōsandai (京産大)) ist eine private Universität in Japan. Sie liegt in Kita-ku, Kyōto in der Präfektur Kyōto.

## Geschichte
Die Universität wurde 1965 von dem Astronomen Toshima Araki (荒木 俊馬, Araki Toshima, 1897–1978) gegründet, um Studenten auszubilden, die ihre geistigen Grundlagen in der japanischen Tradition haben und zum Frieden und Glück der Menschen beitragen können.
Die Zahl der Fakultäten stieg seit der Gründung von zwei (Volkswirtschaftslehre und Naturwissenschaften) auf acht.

## Fakultäten
- Volkswirtschaftslehre
- Betriebswirtschaftslehre
- Rechtswissenschaft
- Fremdsprachenwissenschaft
- Cultural Studies (jap. 文化学部)
- Naturwissenschaften
- Ingenieurwissenschaften
- Informatik